# Walther Malmsten Schering
Walther Karl Malmsten Schering, auch Walther Carl Malmsten Schering, (* 8. Juni 1883 in Göttingen; † 26. Juni 1954 in Marburg) war ein deutscher Offizier, Psychologe und Soziologe. Er lehrte während des Zweiten Weltkrieges als Professor an der Friedrich-Wilhelms-Universität in Berlin.

## Leben
Walther Malmsten Schering war der Sohn des Universitätsprofessors Ernst Schering und dessen Ehefrau Maria (geb. Malmsten). Nach dem Abitur 1901 trat er in den Militärdienst ein und blieb bis 1921 aktiver Offizier, im Ersten Weltkrieg als Major im Großen Hauptquartier, danach in einem Freikorps in Oberschlesien. Es folgten eine kurze Anstellung bei Telefunken und dann das Studium der Medizin an der Universität Breslau. 1923 wechselte Schering an die Universität Berlin, wo er Philosophie, Psychologie und Soziologie studierte. 1927 wurde er bei Alfred Vierkandt zum Dr. phil. promoviert. 1930 legte er zusätzlich die Lehramtsprüfung für die Fächer Chemie, Physik und Mathematik ab, war aber für den Eintritt in den Schuldienst zu alt.
Schering, der bereits am 1. Mai 1933 in die NSDAP eingetreten war, habilitierte sich 1934 mit einer Arbeit über die Kriegsphilosophie von Carl von Clausewitz, die erst nach Kritik und Überarbeitung angenommen wurde. Am 1. Mai 1935 erhielt er an der Universität Berlin einen dotierten Lehrauftrag für Kriegsphilosophie und Kriegssoziologie; 1938 wurde er beamteter außerordentlicher Professor für Psychologie und Charakterologie an der Universität Berlin. 1939/40 leistete er Kriegsdienst bei der Feld-Nachrichten-Kommandantur 6. Von 1942 bis 1945 war er Dozentenbundführer der Berliner Universität (stellvertretend). Im März 1943 erhielt er eine ordentliche Professur, die ausdrücklich auch für Soziologie ausgewiesen war. Zugleich lehrte er im Auftrag der SS seit 1942 an der Polizei-Offiziersschule in Berlin-Köpenick.
Nach 1945 zog sich Schering als Privatgelehrter nach Marburg zurück. Im Spruchkammerverfahren wurde er 1948 von der Spruchkammer Marburg-Land als „Mitläufer“ eingestuft und zu einer Geldstrafe von 50 Reichsmark verurteilt. 1948 wurde Schering emeritiert.
Wissenschaftlich bewegte er sich im Spannungsfeld von Psychologie und Soziologie. Er betrachtete eine soziale Gruppe im Sinne der Gestaltpsychologie als Ganzheit. Ähnlich wie sein Lehrer Vierkandt ging er davon aus, dass das soziale Verhalten in der Gemeinschaft durch Triebe und Instinkte gesteuert ist.

## Schriften (Auswahl)
- Die schöpferischen Kräfte im Menschen und ihre Pflege. Siemens & Co., Hamburg 1935.
- Die Kriegsphilosophie von Clausewitz. Eine Untersuchung über ihren systematischen Aufbau. Hanseatische Verlags Anstalt, Hamburg 1935.
- Wehrphilosophie. J. A. Barth, Leipzig 1939.
- Seele, Charakter und Vererbung. Psychologische Studie zur Frage der Erziehung und Selbsterziehung. Siemens-Verlagsgesellschaft, Bad Homburg 1939.